# Sidney Dillon Ripley

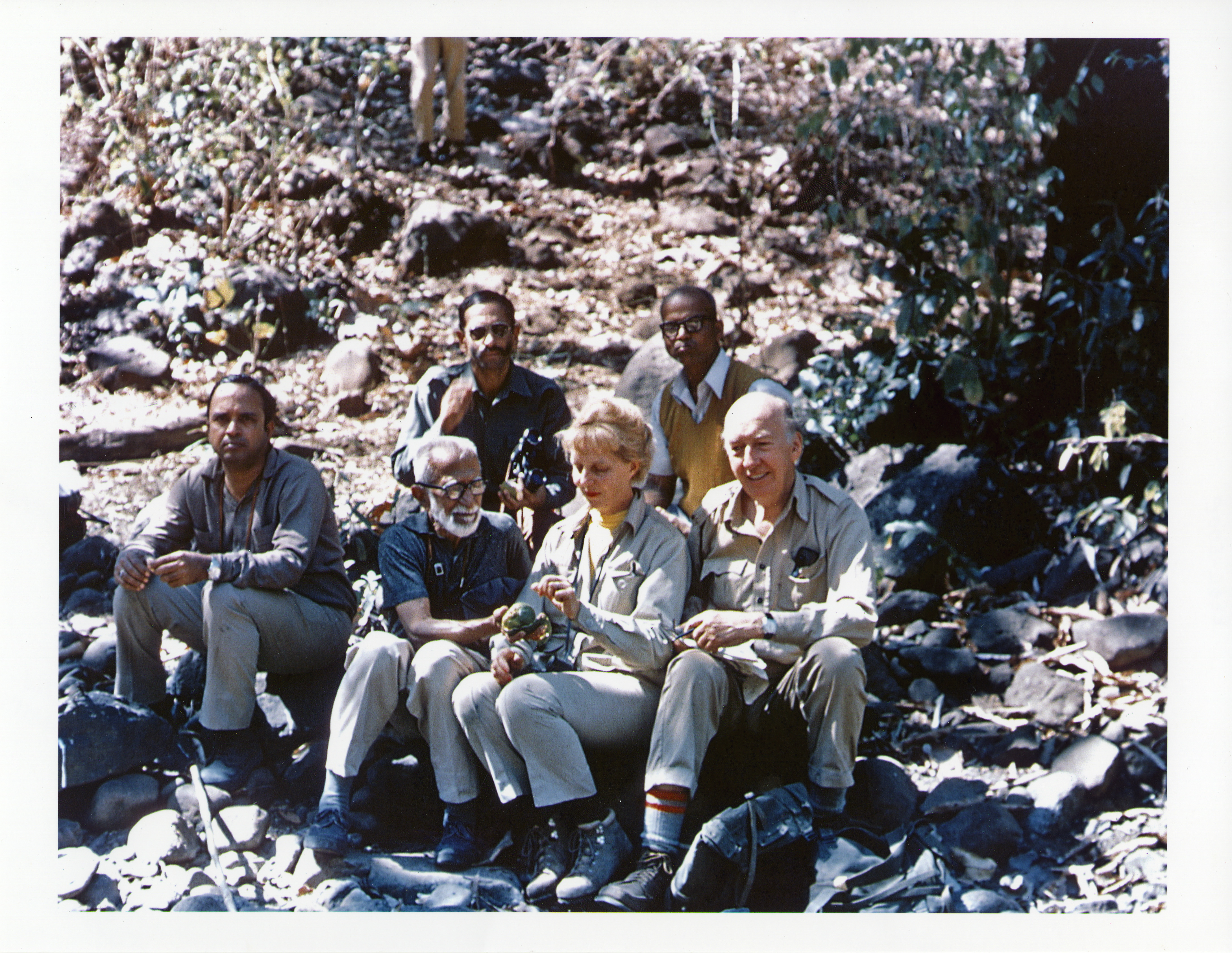
Salim Ali (in der vorderen Reihe zweiter von links), Mary Livingston Ripley (zweite von rechts) und S. Dillon Ripley (rechts)

Sidney Dillon Ripley II (* 20. September 1913 in New York City; † 12. März 2001 in Washington, D.C.), häufig S. Dillon Ripley genannt, war ein US-amerikanischer Ornithologe und Naturschützer. Von 1964 bis 1984 war er Leiter (Secretary) der Smithsonian Institution.

## Leben und Wirken
Ripleys Urgroßvater war der Eisenbahn-Unternehmer Sidney Dillon, der zwei Mal der Präsident der Union Pacific Railroad war. Im Alter von 13 Jahren unternahm Sidney Dillon Ripley mit seiner Schwester eine Reise nach Indien, Ladakh und in das westliche Tibet, was zu einem lebenslangen Interesse an der indischen Avifauna führte. Nach einer Ausbildung an der St. Paul’s School in Concord, New Hampshire graduierte er 1936 zum Bachelor of Arts im Fach Jura an der Yale University. Da Ripley an der Ornithologie mehr Interesse zeigte als an Recht, absolvierte er anschließend ein Zoologiestudium an der Columbia University. 1936 nahm er an einer zoologischen Expedition nach Neuguinea teil. 1943 promovierte er zum Ph.D. in Zoologie an der Harvard University.
Von 1942 bis 1945 arbeitete Ripley beim Office of Strategic Services (OSS), dem Vorgänger der Central Intelligence Agency. Er war für das Training von indonesischen Spionen verantwortlich, die alle während des Krieges ums Leben kamen. In einem Artikel im Magazin The New Yorker vom 26. August 1950 wurde Ripleys Arbeit als Umkehr des üblichen Schemas beschrieben, wo Spione sich als Ornithologen ausgaben, um Zugang zu sensiblen Bereichen zu erlangen. Stattdessen nutzte Ripley seine Stellung als Geheimdienstoffizier, um in Sperrgebieten auf Vogelbeobachtung zu gehen. Für seine Unterstützung des thailändischen Untergrunds wurde Ripley von der thailändischen Regierung mit einem Nationalpreis ausgezeichnet. Während seiner Zeit beim OSS lernte Sidney Dillon Ripley Mary Livingston kennen, die er 1949 heiratete.
1947 ging Ripley nach Nepal. Er wurde zu einem engen Vertrauten von Jawaharlal Nehru, und die diplomatischen Beziehungen zwischen Nepal und dem unabhängigen Staat Indien ermöglichten es ihm, Vögel in der Region zu sammeln. Als Nehru jedoch Kenntnis vom OSS-Artikel in The New Yorker erhielt, wurde Ripley zu Indiens Staatsfeind Nummer 1 erklärt. Auch die Arbeit von Salim Ali, Ripleys Co-Autor der Werke Handbook of the Birds of India and Pakistan und Birds of Bhutan, wurde behindert. Dank der Vermittlung von Horace Alexander, einem Vertrauten von Nehru und Gandhi, konnte die Angelegenheit jedoch beigelegt werden. Ripleys OSS-Vergangenheit hatte dafür gesorgt, dass Wissenschaftler in Indien in den Verdacht gerieten, CIA-Agenten zu sein. David Challinor, ein ehemaliger Verwalter des Smithsonian, erklärte, dass viele CIA-Agenten in Indien arbeiteten und dass einige von ihnen sich als Wissenschaftler ausgaben. Er erklärte weiter, dass das Smithsonian einen Wissenschaftler für die anthropologische Forschung nach Indien sandte, der tibetanische Flüchtlinge aus dem von China besetzten Tibet interviewte, gleichzeitig aber auch bestätigte, dass es keinen Beleg dafür gab, dass Ripley für die CIA arbeitete, nachdem er den OSS 1945 verlassen hatte.
1938 trat Ripley der American Ornithologists’ Union bei. 1942 wurde er gewähltes Mitglied, und 1951 wurde er zum Fellow ernannt. Zwischen 1946 und 1964 lehrte er an der Yale University, 1950 erhielt er ein Fulbright-Stipendium und 1954 ein Guggenheim-Stipendium. Nach seiner Ernennung zum Professor war er von 1960 bis 1964 Direktor des Peabody Museum of Natural History der Yale University.
Ripley arbeitete für viele Jahre in der Direktion des World Wildlife Fund. Von 1958 bis 1982 war er der dritte Präsident des International Council for Bird Preservation (heute BirdLife International). Von 1964 bis 1984 hatte er das Amt des Secretary of the Smithsonian Institution inne. 1967 gehörte er zu den Mitbegründern des Smithsonian Folklife Festivals und 1970 zu den Mitbegründern des Smithsonian Magazine.

## Ehrungen und Dedikationsnamen
1966 wurde Ripley mit der Goldmedaille der New York Zoological Society ausgezeichnet. 1985 wurde ihm die Presidential Medal of Freedom, eine der höchsten zivilen Auszeichnungen in den Vereinigten Staaten, verliehen. Darüber hinaus erhielt Ripley die Ehrendoktorwürden von 15 Colleges und Universitäten, darunter der Brown University, der Yale University, der Johns Hopkins University, der Harvard University und der University of Cambridge in England. Das S. Dillon Ripley Center der Smithsonian Institution trägt seinen Namen. Folgende Taxa sind nach Ripley benannt: die Mangaia-Ralle (Gallirallus ripleyi), Neocrex columbiana ripleyi (Unterart des Kolumbiensumpfhuhns), Collocalia linchi ripleyi (Unterart der Linchisalangane), Oligura castaneocoronata ripleyi (Unterart der Rotkopftesia), Hydrornis irena ripleyi (Unterart der Malaiienbindenpitta), Coracina mindanensis ripleyi (Unterart des Philippinenraupenfängers) und Phodilus badius ripleyi (Unterart der Maskeneule). Ferner war er gewähltes Mitglied der National Academy of Sciences (seit 1968), der American Philosophical Society (seit 1980) und der American Academy of Arts and Sciences (1984).

## Nachlass
Ripley beabsichtigte, ein umfangreiches Nachschlagewerk über die südasiatische Avifauna zu publizieren. Er wurde jedoch krank, bevor er dieses Projekt realisieren konnte. Ripleys Assistentin Pamela C. Rasmussen und der Illustrator John C. Anderton benannten im Jahre 2005 die ersten beiden Bände ihres Werks Birds of South Asia. The Ripley Guide zu Ehren von Sidney Dillon Ripley. 2012 wurde eine zweite überarbeitete Auflage dieses Buches veröffentlicht.

## Schriften (Auswahl)
- Search for the spiny babbler; An adventure in Nepal. Houghton Mifflin CO. (1952)
- A Paddling of Ducks. Harcourt, Brace, and Co. (1957)
- A Synopsis of the Birds of India and Pakistan together with those of Nepal, Sikkim, Bhutan, and Ceylon. Bombay Natural History Society. (1961)
- The Land and Wildlife of Tropical Asia (1964; Reihe: LIFE Nature Library)
- Handbook of the Birds of India and Pakistan, mit Salim Ali (10 Bände, 1968–1974)
- The Sacred Grove: Essays on Museums, Smithsonian Institution Press (1969)
- Rails of the World - A Monograph of the Family Rallidae (1977)
- A Pictorial Guide to Birds of the Indian Subcontinent, mit Salim Ali (1983)
- Birds of Bhutan, mit Salim Ali und Biswamoy Biswas (1996)